# Dmitri Igorewitsch Piwowarow
Dmitri Igorewitsch Piwowarow (russisch Дмитрий Игоревич Пивоваров; * 21. März 2000 in Krasnodar) ist ein russischer Fußballspieler.

## Karriere
Piwowarow begann seine Karriere beim FK Krasnodar. Im März 2018 spielte er erstmals für die zweite Mannschaft Krasnodars in der Perwenstwo PFL. Bis zum Ende der Saison 2017/18 kam er zu zwölf Einsätzen, mit Krasnodar-2 stieg er zu Saisonende in die Perwenstwo FNL auf. Nach dem Aufstieg kam er dann vorerst nur noch für die neu geschaffene dritte Mannschaft Krasnodars in der PFL zum Einsatz. Für diese absolvierte er in den folgenden drei Spielzeiten 60 Drittligapartien.
Im Juli 2021 debütierte er dann gegen Alanija Wladikawkas für Krasnodar-2 in der zweithöchsten Spielklasse. Im März 2022 stand Piwowarow erstmals im Kader der ersten Mannschaft. Sein Debüt für Krasnodar in der Premjer-Liga gab er schließlich im Mai 2022 gegen Arsenal Tula. In der Saison 2021/22 kam er insgesamt zu zwei Erstliga- und 23 Zweitligaeinsätzen. In der Saison 2022/23 spielte er einmal im Oberhaus, für die Reserve kam er zu 19 Einsätzen in der FNL, aus der das Team aber abstieg.
Zu Beginn der Saison 2023/24 machte er dann noch drei Drittligaspiele für Krasnodar-2, ehe er im September 2023 an den Drittligisten Tschaika Pestschanokopskoje verliehen wurde.